# Berestejska (stanice metra v Kyjevě)
Berestejska (ukrajinsky Берестейська, Berestejska) je stanice kyjevského metra na Svjatošynsko-Brovarské lince.

## Charakteristika
Stanice je trojlodní, kdy úzké pilíře jsou obloženy nerezovým kovem. Obklad kolejových zdí je z dlaždic.
Stanice má jeden vestibul, vestibul je obložen mramorem a má východ ústící na prospekt Peremohy.
Vestibul je s nástupištěm propojen eskalátory.